# 畠山純奈
畠山純奈(はたけやま じゅんな、1989年8月27日 - )は、主に岩手県で活躍するローカルタレント。岩手県花巻市出身。身長156cm。AB型。

## 略歴
2010年3月、学校法人菅原学園専門学校デジタルアーツ仙台声優学科(現・声優科)卒業。ラジオパーソナリティ、モデル、ナレーター、リポーター、イベント司会として活躍している。

## 出演
- 「BRA-BAN!」- (エフエム岩手、パーソナリティー)2009年12月 - 2010年3月
- 「あなろぐ an@log」- (岩手めんこいテレビ、リポーター)2009年12月 - 2011年3月
- 「サッキーとジュンナのHAPPY SPRING」 - (岩手めんこいテレビ、妹役)2010年4月
- 「sweet wedding story」- (岩手めんこいテレビ、主人公役・ナレーター)2010年7月
- 「山・海・漬」 - (岩手めんこいテレビ、リポーター)不定期出演
- 「MAX WAVESCAPE」- エフエム岩手で2011年3月まで放送していた番組に飛び入りで出演。
- 「I LOVE MY TOWN」- エフエム岩手で土曜11時～放送している番組。2010年4月 -
- 「400文字のラブレター」- エフエム岩手で日曜15:55～放送している番組。2011年6月 -
- 「JA全農いわて　恋するおコメプロジェクト」－（イメージガール。テレビＣＭにも出演。）2011年5月 -
- 「いいコト！」-（岩手朝日テレビ、リポーター）2011年10月 -